# Trochopus pseudomarginatus
Trochopus pseudomarginatus är en plattmaskart. Trochopus pseudomarginatus ingår i släktet Trochopus och familjen Capsalidae. Inga underarter finns listade i Catalogue of Life.